# David Pérez Doval
David Pérez Doval   (Sarria, 12 de febrer de 2002), més conegut com a Doval, és un futbolista gallec que juga de migcampista.

## Trajectòria
El 2016 es va incorporar al planter del Club Deportivo Lugo i va jugar a la Lliga Gallega [Cal aclarir] i a la Divisió d'Honor[Cal aclarir]. A la temporada 2018-19 va jugar en préstec al juvenil A del Club Poliesportiu Calasancio, amb el qual va jugar 22 partits oficials.
El juny de 2019 va rescindir el seu contracte amb el Club Deportivo Lugo i a l'estiu de 2019 va iniciar la temporada amb el filial Leganés B i va debutar a la Tercera Divisió contra l'Alcorcón B als 17 anys. L'octubre de 2019 va tornar a Lugo i es va incorporar a les files del primer equip de la SD Sarriana, on actualment comparteix roba amb Keko Vilariño i debuta l'1 de novembre de 2019 a la lliga Preferente contra San Tirso.

## Clubs
- Club Deportivo Lugo B Cadet (2016-2017)
- Club Deportivo Lugo Cadet (2017-2018)
- Club Deportivo Lugo B Cadet (2017-2018)
- Club Polideportivo Calasancio (2018-2019) (cedit)
- CD Leganés B (2019-2020)
- SD Sarriana (2019-2020)